# 比尔特林根
比尔特林根是德国莱茵兰-普法尔茨州的一个市镇。总面积2.93平方公里，总人口74人，其中男性37人，女性37人（2011年12月31日），人口密度25人/平方公里。